# Левотобі
Левото́бі — діючий вулкан на острові Флорес, в Індонезії. Складається з двох вершин (Левотобі-Лакі і Левотобі-Перампуан). Висота до 1 703 м. Складений андезитами і базальтами.